# 笹田美樹
笹田 美樹（ささだ みき、9月10日 - ）は、鹿児島県を拠点に活躍する日本の女性ローカルタレントで南日本放送（MBC）の専属タレント。ラジオパーソナリティ。鹿児島県薩摩郡さつま町（旧・宮之城町）出身。愛称は「ささやん」。

## 経歴
学生時代はテニスに熱中した。その後、MBCラジオのポニーメイツ（ラジオレポーター）を経て同社のタレントとなる。
2000年代からMBCの看板娘として活躍。現在も、ラジオを中心に多数のレギュラー番組を持っている。

## 担当番組

### テレビ
- さつま狂句（日曜 6:05～6:15）

### ラジオ
- 城山スズメ（月～水曜 13:30～16:40）
- こげなこっがあいもした（火・水曜 13:00～13:10）